# Bram Stoker Award para Melhor Primeiro Romance
O Bram Stoker Award para Melhor Primeiro Romance é um prêmio concedido pela Horror Writers Association (HWA) por "feitos superiores" na escrita de romances do gênero de terror.

## Vencedores e indicados

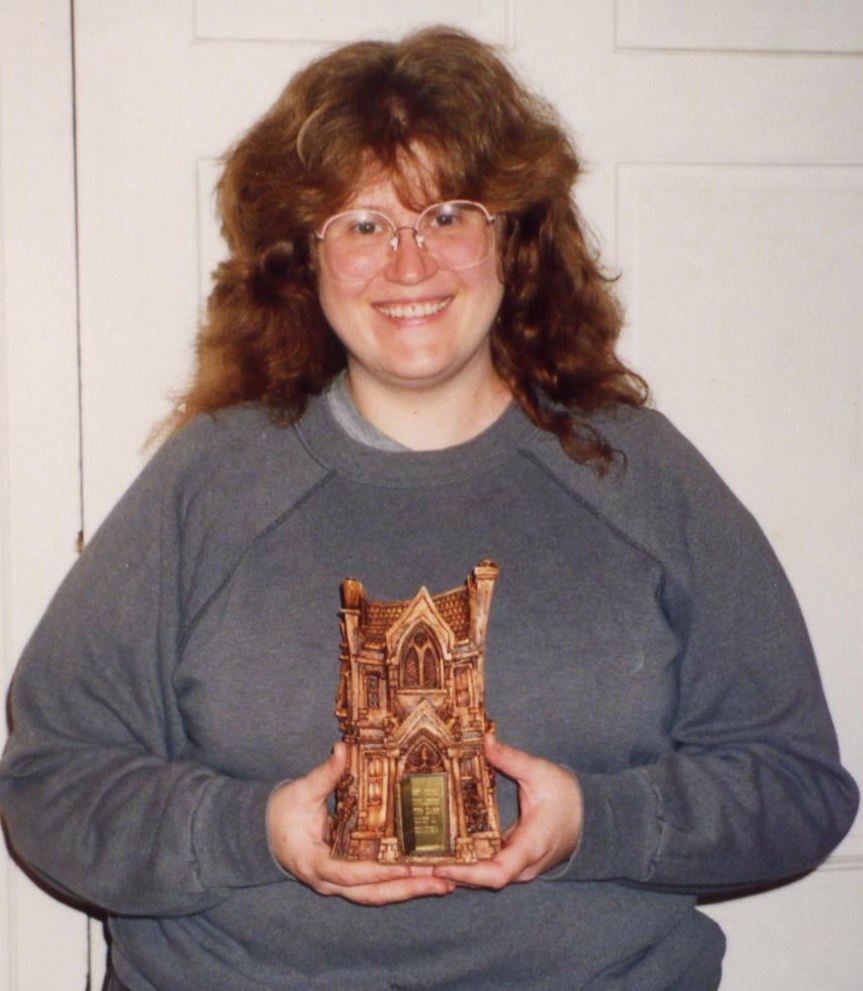
Nancy A. Collins com seu Bram Stoker Award de 1989

| Ano  | Recebedor                               | Título                                      | Resultado | Ref(s).                            |
| ---- | --------------------------------------- | ------------------------------------------- | --------- | ---------------------------------- |
| 1987 | Lisa Cantrell                           | The Manse                                   | Venceu    | [ 4 ]                              |
| 1987 | Clive Barker                            | The Damnation Game                          | Indicado  | [ 4 ]                              |
| 1987 | Rex Miller                              | Slob                                        | Indicado  | [ 4 ]                              |
| 1987 | Tony Richards                           | The Harvest Bride                           | Indicado  | [ 4 ]                              |
| 1987 | Steve Rasnic Tem                        | Excavation                                  | Indicado  | [ 4 ]                              |
| 1988 | Kelley Wilde                            | The Suiting                                 | Venceu    | [ 5 ]                              |
| 1988 | Michael Paine                           | Cities of the Dead                          | Indicado  | [ 5 ]                              |
| 1988 | Kevin J. Anderson                       | Resurrection, Inc.                          | Indicado  | [ 5 ]                              |
| 1988 | Allen Lee Harris                        | Deliver Us From Evil                        | Indicado  | [ 5 ]                              |
| 1988 | J. Michael Straczynski                  | Demon Night                                 | Indicado  | [ 5 ]                              |
| 1988 | John L. Byrne                           | Fear Book                                   | Indicado  | [ 5 ]                              |
| 1989 | Nancy A. Collins                        | Sunglasses After Dark                       | Venceu    | [ 6 ]                              |
| 1989 | Tom Elliott (JW Paine)                  | The Dwelling                                | Indicado  | [ 6 ]                              |
| 1989 | Douglas Clegg                           | Goat Dance                                  | Indicado  | [ 6 ]                              |
| 1989 | Dean Wesley Smith                       | Laying The Music To Rest                    | Indicado  | [ 6 ]                              |
| 1989 | Jean Paiva                              | The Lilith Factor                           | Indicado  | [ 6 ]                              |
| 1990 | Bentley Little                          | The Revelation                              | Venceu    | [ 7 ]                              |
| 1990 | Alan Rodgers                            | Blood of the Children                       | Indicado  | [ 7 ]                              |
| 1990 | Tom Piccirilli                          | Dark Father                                 | Indicado  | [ 7 ]                              |
| 1990 | T. Chris Martindale                     | Nightblood                                  | Indicado  | [ 7 ]                              |
| 1991 | Kathe Koja                              | The Cipher                                  | Venceu    | [ 8 ]                              |
| 1991 | Melanie Tem                             | Prodigal                                    | Venceu    | [ 8 ]                              |
| 1991 | Chris Curry & L. Dean James             | Winter Scream                               | Indicado  | [ 8 ]                              |
| 1991 | Dennis Danvers                          | Wilderness                                  | Indicado  | [ 8 ]                              |
| 1991 | Ashley McConnell                        | Unearthed                                   | Indicado  | [ 8 ]                              |
| 1992 | Elizabeth Massie                        | Sineater                                    | Venceu    | [ 9 ]                              |
| 1992 | Poppy Z. Brite                          | Lost Souls                                  | Indicado  | [ 9 ]                              |
| 1992 | Brian D'Amato                           | Beauty                                      | Indicado  | [ 9 ]                              |
| 1992 | Gary Raisor                             | Less Than Human                             | Indicado  | [ 9 ]                              |
| 1992 | Wayne Allen Salee                       | The Holy Terror                             | Indicado  | [ 9 ]                              |
| 1993 | Nina Kiriki Hoffman                     | The Thread that Binds the Bones             | Venceu    | [ 10 ]                             |
| 1993 | Yvonne Navarro                          | Afterage                                    | Indicado  | [ 10 ]                             |
| 1993 | Richard Christian Matheson              | Created By                                  | Indicado  | [ 10 ]                             |
| 1993 | Anne Billson                            | Suckers                                     | Indicado  | [ 10 ]                             |
| 1993 | Philip Nutman                           | Wet Work                                    | Indicado  | [ 10 ]                             |
| 1994 | Michael Arnzen                          | Grave Markings                              | Venceu    | [ 11 ]                             |
| 1994 | Jay R. Bonansinga                       | The Black Mariah                            | Indicado  | [ 11 ]                             |
| 1994 | Robert Devereaux                        | Deadweight                                  | Indicado  | [ 11 ]                             |
| 1994 | Nancy Kilpatrick                        | Near Death                                  | Indicado  | [ 11 ]                             |
| 1995 | Lucy Taylor                             | The Safety of Unknown Cities                | Venceu    | [ 12 ]                             |
| 1995 | Gary Bowen                              | Diary of a Vampire                          | Indicado  | [ 12 ]                             |
| 1995 | Tananarive Due                          | The Between                                 | Indicado  | [ 12 ]                             |
| 1995 | Robert Girardi                          | Madeleine's Ghost                           | Indicado  | [ 12 ]                             |
| 1995 | Edo van Belkom                          | Wyrm Wolf                                   | Indicado  | [ 12 ]                             |
| 1996 | Owl Goingback                           | Crota                                       | Venceu    | [ 13 ]                             |
| 1996 | Donald R. Burleson                      | Flute Song                                  | Indicado  | [ 13 ]                             |
| 1996 | Greg Kihn                               | Horror Show                                 | Indicado  | [ 13 ]                             |
| 1996 | Del Stone                               | Dead Heat                                   | Indicado  | [ 13 ]                             |
| 1997 | Kirsten Bakis                           | Lives of the Monster Dogs                   | Venceu    | [ 14 ]                             |
| 1997 | Stephen Dedman                          | The Art of Arrow Cutting                    | Indicado  | [ 14 ]                             |
| 1997 | Barry Hoffman                           | Hungry Eyes                                 | Indicado  | [ 14 ]                             |
| 1997 | Mary Ann Mitchell                       | Drawn to the Grave                          | Indicado  | [ 14 ]                             |
| 1997 | Mary Murrey                             | The Inquisitor                              | Indicado  | [ 14 ]                             |
| 1998 | Michael Marano                          | Dawn Song                                   | Venceu    | [ 15 ]                             |
| 1998 | P.D. Cacek                              | Night Prayers                               | Indicado  | [ 15 ]                             |
| 1998 | Charlee Jacob                           | This Symbiotic Fascination                  | Indicado  | [ 15 ]                             |
| 1998 | Caitlin R. Kiernan                      | Silk                                        | Indicado  | [ 15 ]                             |
| 1999 | J.G. Passarella                         | Wither                                      | Venceu    | [ 16 ]                             |
| 1999 | Steve Beai                              | Widow's Walk                                | Indicado  | [ 16 ]                             |
| 1999 | John Connolly                           | Every Dead Thing                            | Indicado  | [ 16 ]                             |
| 1999 | China Miéville                          | King Rat                                    | Indicado  | [ 16 ]                             |
| 2000 | Brian A. Hopkins                        | The Licking Valley Coon Hunters Club        | Venceu    | [ 17 ]                             |
| 2000 | Simon Clark                             | Nailed by the Heart                         | Indicado  | [ 17 ]                             |
| 2000 | Mark Z. Danielewski                     | House of Leaves                             | Indicado  | [ 17 ]                             |
| 2000 | Douglas E. Winter                       | Run                                         | Indicado  | [ 17 ]                             |
| 2001 | Michael Oliveri                         | Deadliest of the Species                    | Venceu    | [ 18 ]                             |
| 2001 | Diana Barron                            | Phantom Feast                               | Indicado  | [ 18 ]                             |
| 2001 | d.g.k. goldberg                         | Skating on the Edge                         | Indicado  | [ 18 ]                             |
| 2001 | Joe Nassise                             | Riverwatch                                  | Indicado  | [ 18 ]                             |
| 2002 | Alice Sebold                            | The Lovely Bones                            | Venceu    | [ 19 ]                             |
| 2002 | Tina Jens                               | The Blues Ain't Nothing                     | Indicado  | [ 19 ]                             |
| 2002 | Michael Laimo                           | Atmosphere                                  | Indicado  | [ 19 ]                             |
| 2002 | Scott Nicholson                         | The Red Church                              | Indicado  | [ 19 ]                             |
| 2003 | Brian Keene                             | The Rising                                  | Venceu    | [ 20 ]                             |
| 2003 | William D. Gagliani                     | Wolf's Trap                                 | Indicado  | [ 20 ]                             |
| 2003 | Jeffrey Thomas                          | Monstrocity                                 | Indicado  | [ 20 ]                             |
| 2003 | Jeff Vandermeer                         | Veniss Underground                          | Indicado  | [ 20 ]                             |
| 2004 | John Everson                            | Covenant                                    | Venceu    | [ 21 ]                             |
| 2004 | Lee Thomas                              | Stained                                     | Venceu    | [ 21 ]                             |
| 2004 | James Kidman                            | Black Fire                                  | Indicado  | [ 21 ]                             |
| 2004 | Nick Mamatas                            | Move Under Ground                           | Indicado  | [ 21 ]                             |
| 2005 | Weston Ochse                            | Scarecrow Gods                              | Venceu    | [ 22 ]                             |
| 2005 | Kealan Patrick Burke                    | The Hides                                   | Indicado  | [ 22 ]                             |
| 2005 | Alan M. Clark and Jeremy Robert Johnson | Siren Promised                              | Indicado  | [ 22 ]                             |
| 2006 | Jonathan Maberry                        | Ghost Road Blues                            | Venceu    | [ 23 ]                             |
| 2006 | Sarah Langan                            | The Keeper                                  | Indicado  | [ 23 ]                             |
| 2006 | Nate Kenyon                             | Bloodstone                                  | Indicado  | [ 23 ]                             |
| 2006 | Alexandra Sokoloff                      | The Harrowing                               | Indicado  | [ 23 ]                             |
| 2007 | Joe Hill                                | Heart-Shaped Box                            | Venceu    | [ 24 ]                             |
| 2007 | Michael Louis Calvillo                  | I Will Rise                                 | Indicado  | [ 24 ]                             |
| 2007 | John R. Little                          | The Memory Tree                             | Indicado  | [ 24 ]                             |
| 2007 | Mary SanGiovanni                        | The Hollower                                | Indicado  | [ 24 ]                             |
| 2008 | Lisa Mannetti                           | The Gentling Box                            | Venceu    | [ 25 ]                             |
| 2008 | Christopher Conlon                      | Midnight on Mourn Street                    | Indicado  | [ 25 ]                             |
| 2008 | Michael McCarty and Mark McLaughlin     | Monster Behind the Wheel                    | Indicado  | [ 25 ]                             |
| 2008 | David Oppegaard                         | The Suicide Collectors                      | Indicado  | [ 25 ]                             |
| 2008 | Joel A. Sutherland                      | Frozen Blood                                | Indicado  | [ 25 ]                             |
| 2009 | Hank Schwaeble                          | Damnable                                    | Venceu    | [ 26 ]                             |
| 2009 | S. G. Browne                            | Breathers                                   | Indicado  | [ 26 ]                             |
| 2009 | Daniel G. Keohane                       | Solomon's Grave                             | Indicado  | [ 26 ]                             |
| 2009 | Paul Tremblay                           | The Little Sleep                            | Indicado  | [ 26 ]                             |
| 2010 | Benjamin Kane Ethridge                  | Black & Orange                              | Venceu    | [ 27 ]                             |
| 2010 | Lisa Morton                             | The Castle of Los Angeles                   | Venceu    | [ 27 ]                             |
| 2010 | Gemma Files                             | A Book of Tongues                           | Indicado  | [ 27 ]                             |
| 2010 | Lucy A. Snyder                          | Spellbent                                   | Indicado  | [ 27 ]                             |
| 2011 | Allyson Bird                            | Isis Unbound                                | Venceu    | [ 28 ] [ 29 ] [ 30 ] [ 31 ]        |
| 2011 | John Hornor Jacobs                      | Southern Gods                               | Indicado  | [ 28 ] [ 29 ] [ 30 ]               |
| 2011 | Frazer Lee                              | The Lamplighters                            | Indicado  | [ 28 ] [ 29 ] [ 30 ]               |
| 2011 | Thomas Roche                            | The Panama Laugh                            | Indicado  | [ 28 ] [ 29 ] [ 30 ]               |
| 2011 | Brett J. Talley                         | That Which Should Not Be                    | Indicado  | [ 28 ] [ 29 ] [ 30 ]               |
| 2012 | L. L. Soares                            | Life Rage                                   | Venceu    | [ 32 ] [ 33 ] [ 34 ]               |
| 2012 | Michael Boccacino                       | Charlotte Markham and the House of Darkling | Indicado  | [ 32 ] [ 33 ] [ 34 ]               |
| 2012 | Deborah Coates                          | Wide Open                                   | Indicado  | [ 32 ] [ 33 ] [ 34 ]               |
| 2012 | Charles Day                             | The Legend of the Pumpkin Thief             | Indicado  | [ 32 ] [ 33 ] [ 34 ]               |
| 2012 | Peter Dudar                             | A Requiem for Dead Flies                    | Indicado  | [ 32 ] [ 33 ] [ 34 ]               |
| 2012 | Richard Gropp                           | Bad Glass                                   | Indicado  | [ 32 ] [ 33 ] [ 34 ]               |
| 2013 | Rena Mason                              | The Evolutionist                            | Venceu    | [ 35 ] [ 36 ]                      |
| 2013 | Kate Jonez                              | Candy House                                 | Indicado  | [ 35 ] [ 36 ]                      |
| 2013 | John Mantooth                           | The Year of the Storm                       | Indicado  | [ 35 ] [ 36 ]                      |
| 2013 | Jonathan Moore                          | Redheads                                    | Indicado  | [ 35 ] [ 36 ]                      |
| 2013 | Royce Prouty                            | Stoker’s Manuscript                         | Indicado  | [ 35 ] [ 36 ]                      |
| 2014 | Maria Alexander                         | Mr. Wicker                                  | Venceu    | [ 37 ] [ 38 ] [ 39 ]               |
| 2014 | J. D. Barker                            | Forsaken                                    | Indicado  | [ 37 ] [ 38 ] [ 39 ]               |
| 2014 | David Cronenberg                        | Consumed                                    | Indicado  | [ 37 ] [ 38 ] [ 39 ]               |
| 2014 | Michael Knost                           | Return of the Mothman                       | Indicado  | [ 37 ] [ 38 ] [ 39 ]               |
| 2014 | Josh Malerman                           | Bird Box                                    | Indicado  | [ 37 ] [ 38 ] [ 39 ]               |
| 2015 | Nicole Cushing                          | Mr. Suicide                                 | Venceu    | [ 40 ] [ 41 ]                      |
| 2015 | Courtney Alameda                        | Shutter                                     | Indicado  | [ 40 ] [ 41 ]                      |
| 2015 | Brian Kirk                              | We Are Monsters                             | Indicado  | [ 40 ] [ 41 ]                      |
| 2015 | John McIlveen                           | Hannahwhere                                 | Indicado  | [ 40 ] [ 41 ]                      |
| 2015 | John Claude Smith]                      | Riding the Centipede                        | Indicado  | [ 40 ] [ 41 ]                      |
| 2016 | Tom Deady                               | Haven                                       | Venceu    | [ 42 ]                             |
| 2016 | Barbara Barnett                         | The Apothecary’s Curse                      | Indicado  | [ 42 ]                             |
| 2016 | Greg Chapman                            | Hollow House                                | Indicado  | [ 42 ]                             |
| 2016 | Michelle Garza & Melissa Lason          | Mayan Blue                                  | Indicado  | [ 42 ]                             |
| 2016 | Stephanie M. Wytovich                   | The Eighth                                  | Indicado  | [ 42 ]                             |
| 2017 | Robert Payne Cabeen                     | Cold Cuts                                   | Venceu    | [ 43 ] [ 44 ] [ 45 ] [ 46 ] [ 47 ] |
| 2017 | Andy Davidson                           | In The Valley of the Sun                    | Indicado  | [ 48 ] [ 49 ] [ 50 ] [ 51 ] [ 52 ] |
| 2017 | Matt Hayward                            | What Do Monsters Fear?                      | Indicado  | [ 48 ] [ 49 ] [ 50 ] [ 51 ] [ 52 ] |
| 2017 | Jeremy Hepler                           | The Boulevard Monster                       | Indicado  | [ 48 ] [ 49 ] [ 50 ] [ 51 ] [ 52 ] |
| 2017 | Scott Thomas                            | Kill Creek                                  | Indicado  | [ 48 ] [ 49 ] [ 50 ] [ 51 ] [ 52 ] |
| 2018 | Gwendolyn Kiste                         | The Rust Maidens                            | Venceu    | [ 53 ] [ 54 ] [ 55 ] [ 56 ]        |
| 2018 | Julia Fine                              | What Should Be Wild                         | Indicado  | [ 53 ] [ 54 ] [ 55 ] [ 56 ]        |
| 2018 | T.E. Grau                               | I Am the River                              | Indicado  | [ 53 ] [ 54 ] [ 55 ] [ 56 ]        |
| 2018 | Zoje Stage                              | Baby Teeth                                  | Indicado  | [ 53 ] [ 54 ] [ 55 ] [ 56 ]        |
| 2018 | Tony Tremblay                           | The Moore House                             | Indicado  | [ 53 ] [ 54 ] [ 55 ] [ 56 ]        |
| 2019 | Sarah Read                              | The Bone Weaver's Orchard                   | Venceu    | [ 57 ] [ 58 ] [ 59 ]               |
| 2019 | Gemma Amor                              | Dear Laura                                  | Indicado  | [ 57 ] [ 58 ] [ 59 ]               |
| 2019 | Eric J. Guignard                        | Doorways to the Deadeye                     | Indicado  | [ 57 ] [ 58 ] [ 59 ]               |
| 2019 | Michelle Renee Lane                     | Invisible Chains                            | Indicado  | [ 57 ] [ 58 ] [ 59 ]               |
| 2019 | Caitlin Starling                        | The Luminous Dead                           | Indicado  | [ 57 ] [ 58 ] [ 59 ]               |
| 2020 | EV Knight                               | The Fourth Whore                            | Venceu    | [ 60 ] [ 61 ] [ 62 ] [ 63 ]        |
| 2020 | Polly Hall                              | The Taxidermist’s Lover                     | Indicado  | [ 64 ] [ 65 ] [ 66 ] [ 67 ]        |
| 2020 | Rachel Harrison                         | The Return                                  | Indicado  | [ 64 ] [ 65 ] [ 66 ] [ 67 ]        |
| 2020 | Ross Jeffery                            | Tome                                        | Indicado  | [ 64 ] [ 65 ] [ 66 ] [ 67 ]        |
| 2020 | Kate Reed Petty                         | True Story                                  | Indicado  | [ 64 ] [ 65 ] [ 66 ] [ 67 ]        |
| 2021 | Hailey Piper                            | Queen of Teeth                              | Venceu    | [ 68 ] [ 69 ] [ 70 ] [ 71 ]        |
| 2021 | Lisa Quigley                            | The Forest                                  | Indicado  | [ 68 ] [ 69 ] [ 70 ] [ 71 ]        |
| 2021 | S. Alessandro Martinez                  | Helminth                                    | Indicado  | [ 68 ] [ 69 ] [ 70 ] [ 71 ]        |
| 2021 | Terry Miles                             | Rabbits                                     | Indicado  | [ 68 ] [ 69 ] [ 70 ] [ 71 ]        |
| 2021 | Nicol Willson                           | Tidepool                                    | Indicado  | [ 68 ] [ 69 ] [ 70 ] [ 71 ]        |
| 2021 | LaTanya McQueen                         | When the Reckoning Comes                    | Indicado  | [ 68 ] [ 69 ] [ 70 ] [ 71 ]        |
| 2022 | Erin Adams                              | Jackal                                      | Indicado  | [ 72 ] [ 73 ]                      |
| 2022 | Isabel Cañas                            | The Hacienda                                | Indicado  | [ 72 ] [ 73 ]                      |
| 2022 | KC Jones                                | Black Tide                                  | Indicado  | [ 72 ] [ 73 ]                      |
| 2022 | Christi Nogle                           | Beulah                                      | Indicado  | [ 72 ] [ 73 ]                      |
| 2022 | Ally Wilkes                             | All the White Spaces                        | Indicado  | [ 72 ] [ 73 ]                      |